# Графіто-водяний ядерний реактор
Графіто-водний ядерний реактор (ГВР, водно-графітовий реактор (ВГР), за класифікацією МАГАТЕ — LWGR, light water graphite reactor) — гетерогенний ядерний реактор, що використовує як сповільнювача графіт, а як теплоносія — звичайну (легку) воду.
За уран-графітовою схемою були зроблені перші експериментальні та промислові реактори, а також реактори для АЕС. У тому числі реактор Обнінської АЕС був уран-графітовим (реактор АМ). Промислові реактори цього типу для напрацювання плутонію будувалися і експлуатувалися всіма державами, що володіють ядерною зброєю, але енергетичні реактори — тільки в СРСР. У процесі експлуатації з'ясувалося, що графіт у нейтронному полі схильний до розпухання та деформації, що потребує періодичного трудомісткого ремонту кладки, і термін служби реакторів даного типу не перевищує 45-50 років (тоді як ВВЕР служать 60 років і більше), також велику проблему становить утилізація довгоживучого та біоактивного ізотопу С-14, що утворюється в графіті при нейтронному опроміненні, тому подальшого розвитку реактори не отримали. Останній реактор (РБМК-1000) побудований 1990 року, буде виведено з експлуатації наприкінці 2034 року.
На кінець 2011 року у світі працювало 15 реакторів, що належать до типу LWGR, всі вони розташовані у країнах колишнього СРСР. Ще один реактор на 915 МВт знаходиться на стадії будівництва.
Станом на 1 січня 2019 року в Росії експлуатуються 10 реакторів типу РБМК (РБМК-1000) і 3 реактори типу ЕГП-6.
У Росії її розвиток канальної концепції здійснює НДІКЕТ. Еволюційним розвитком канальної концепції є проект реакторної установки 3-го покоління МКЕР.
Проробляються також матеріали з канального уран-графітового реактора ВГЕРС.